# Petar Perkolić
Petar Perkolić (Stari Bar, 14. kolovoza 1922. - Cetinje, 7. rujna 2006.), crnogorski katolički svećenik i barski nadbiskup.

## Životopis
Rođen je 14. kolovoza 1922. u Starom Baru. Bio je student i pitomac Papinskoga učilišta Urbanuma u Rimu, gdje je zaređen za svećenika 18. ožujka 1945. postigavši magisterij iz teologije. Dok se spremao na doktorat, primio je poziv nadbiskupa Nikole Dobrečića.
Vrativši se u domovinu bio je u više navrata nadbiskupov savjetnik, a službovao je u župi Šestanima (1946. – 1965.), zatim u Cetinju (1965. – 1979.), gdje ga je 19. prosinca 1978. zateklo imenovanje za koadjutora nadbiskupu Aleksandru Tokiću. Za biskupa je zaređen 18. ožujka 1979. u Podgorici i već 6. svibnja iste godine naslijedio je nadbiskupa Tokića, koji je preminuo 6. lipnja 1979., vodeći Barsku nadbiskupiju punih 19 godina. Umirovljen je 27. lipnja 1998. te je živio na Cetinju i djelovao kao duhovnik Sestara franjevki Bezgrešnoga začeća u kući pri župnoj crkvi sv. Antuna Padovanskoga.
Proučavao je i pisao o povijesti Barske nadbiskupije. Godine 2005. objavio je zbirku pjesama U sjenci Rumije.
Umro je 7. rujna 2006. u Cetinju, u 84. godini života, 62. godini svećeništva i 28. godini biskupstva. Dva dana kasnije pokopan je u crkvi Sv. Nikole u Baru.
Iako je podrijetlom bio Albanac (albanski mu je bio materinji jezik), izjašnjavao se Crnogorcem.